# Mercy-le-Bas
Mercy-le-Bas és un municipi francès situat al departament de Meurthe i Mosel·la i a la regió del Gran Est. L'any 2007 tenia 1.340 habitants.

## Demografia

### Població
El 2007 la població de fet de Mercy-le-Bas era de 1.340 persones. Hi havia 540 famílies, de les quals 136 eren unipersonals (44 homes vivint sols i 92 dones vivint soles), 176 parelles sense fills, 184 parelles amb fills i 44 famílies monoparentals amb fills.
La població ha evolucionat segons el següent gràfic:
Habitants censats

### Habitatges
El 2007 hi havia 595 habitatges, 559 eren l'habitatge principal de la família, 7 eren segones residències i 29 estaven desocupats. 532 eren cases i 63 eren apartaments. Dels 559 habitatges principals, 449 estaven ocupats pels seus propietaris, 85 estaven llogats i ocupats pels llogaters i 25 estaven cedits a títol gratuït; 2 tenien una cambra, 32 en tenien dues, 116 en tenien tres, 155 en tenien quatre i 254 en tenien cinc o més. 493 habitatges disposaven pel capbaix d'una plaça de pàrquing. A 251 habitatges hi havia un automòbil i a 239 n'hi havia dos o més.

### Piràmide de població
La piràmide de població per edats i sexe el 2009 era:
| Homes | Edats   | Dones |
| ----- | ------- | ----- |
| 0     | 95 o +  | 4     |
| 0     | 90 a 94 | 4     |
| 4     | 85 a 89 | 8     |
| 4     | 80 a 84 | 12    |
| 28    | 75 a 79 | 32    |
| 36    | 70 a 74 | 40    |
| 36    | 65 a 69 | 48    |
| 28    | 60 a 64 | 48    |
| 32    | 55 a 59 | 20    |
| 32    | 50 a 54 | 40    |
| 44    | 45 a 49 | 56    |
| 52    | 40 a 44 | 40    |
| 56    | 35 a 39 | 40    |
| 44    | 30 a 34 | 56    |
| 36    | 25 a 29 | 44    |
| 32    | 20 a 24 | 36    |
| 40    | 15 a 19 | 64    |
| 32    | 10 a 14 | 48    |
| 40    | 5 a 9   | 48    |
| 36    | 0 a 4   | 40    |

## Economia
El 2007 la població en edat de treballar era de 875 persones, 622 eren actives i 253 eren inactives. De les 622 persones actives 558 estaven ocupades (329 homes i 229 dones) i 64 estaven aturades (24 homes i 40 dones). De les 253 persones inactives 69 estaven jubilades, 65 estaven estudiant i 119 estaven classificades com a «altres inactius».

### Ingressos
El 2009 a Mercy-le-Bas hi havia 555 unitats fiscals que integraven 1.361 persones, la mediana anual d'ingressos fiscals per persona era de 16.510 €.

### Activitats econòmiques
Dels 24 establiments que hi havia el 2007, 8 eren d'empreses de comerç i reparació d'automòbils, 4 d'empreses de transport, 1 d'una empresa d'hostatgeria i restauració, 1 d'una empresa d'informació i comunicació, 1 d'una empresa financera, 6 d'entitats de l'administració pública i 3 d'empreses classificades com a «altres activitats de serveis».
Dels 5 establiments de servei als particulars que hi havia el 2009, 1 era una gendarmeria, 1 oficina de correu, 1 taller de reparació d'automòbils i de material agrícola, 1 guixaire pintor i 1 perruqueria.
L'únic establiment comercial que hi havia el 2009 era una llibreria.
L'any 2000 a Mercy-le-Bas hi havia 4 explotacions agrícoles.

## Equipaments sanitaris i escolars
L'únic equipament sanitari que hi havia el 2009 era una farmàcia.
El 2009 hi havia 1 escola maternal i 1 escola elemental.

## Poblacions més properes
El següent diagrama mostra les poblacions més properes.